# الحمو والحماة

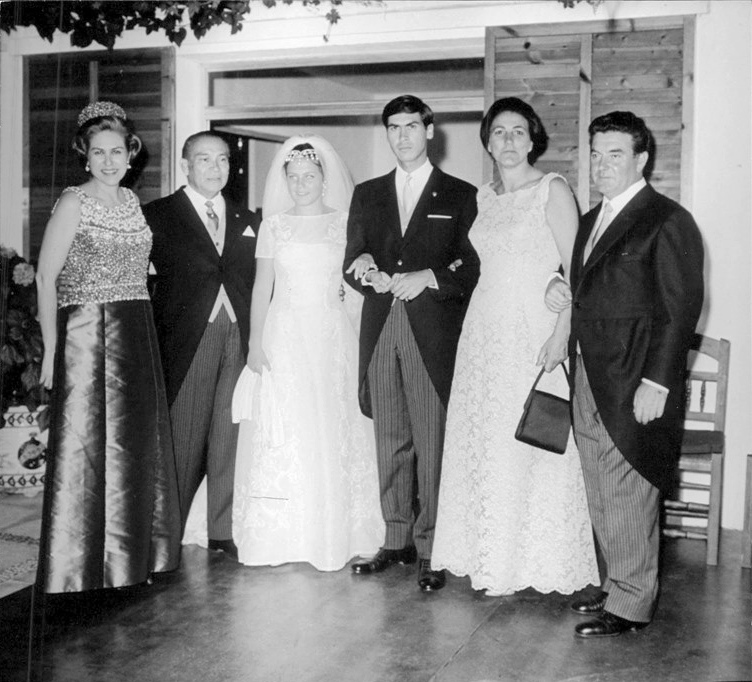
الحمو والحماه

الحمو أو الحماة هو الشخص الذي لديه صلة نسب شرعية مع شخص آخر، كونه والد أو والدة الزوج/الزوجة. تفرض العديد من الثقافات والأنظمة القانونية الواجبات والمسؤوليات على الأشخاص المرتبطين بهذه العلاقة. يعد الشخص زوج الابنة أو زوجة الابن بالنسبة إلى والديَ الزوج أو الزوجة، والذين هم بدورهم أيضاً أهلٌ لأخوات الزوج والزوجة وإخوة الزوج أو الزوجة (إن وجد) الذين هم أشقاء الزوج أو الزوجة (على عكس زوجات الأخوة).ويطلق على أعضاء مجموعة التقارب العائلية هذه الأصهار.
الحمو 
الحمو هو والد زوج/زوجة الشخص. يطلق على الرجلان اللذان يعتبر كلٌ منهما حماً لأبناء الآخر بـ «أحماء مشتركة».
وإذا كان هنالك أحفاد فإنه يعرف بـ «الجد المشترك».
الحماة
الحماة هي والدة زوج/زوجة الشخص. يطلق على السيدتين اللتين يتزوج ابنائهن من بعضهن البعض «حموات مشتركة». وإذا كان هنالك أحفاد فإنه يطلق عليها بـ «الجدة المشتركة».
في الكوميديا، تظهر الحماة في بعض الأحيان كمصدر تعاسة لزوج ابنتها. وغالباَ ما تعتبر الحماة صورة نمطية في الدعابة والمزاح.
تستخدم بعض اللغات الأصلية الأسترالية عبارات محددة تسمى «لغات الحماة»، وهي لغات فرعية خاصة في القرابات المحرمة، وهن في الغالب الحموات.

أما بالنسبة لجناح الحماة فهو أيضا نوع من المساكن، وعادةً ما تكون أماكن إقامة الضيوف داخل منزل الأسرة التي يمكن استخدامها لأفراد العائلة الممتدة.